# .la
.la je internetová národní doména nejvyššího řádu pro Laos (podle ISO 3166-2:LA).
Z celkového počtu 6 000 000 obyvatel využívá internet přibližně pouze 15 000.
Britská firma CentralNic začala doménu .la propagovat pro použití zkratky LA, která se často spojuje s městem Los Angeles, ale toto použití se příliš neujalo.